# Оге, Шарль
Шарль Оге (фр. Charles Hoguet; 21 ноября 1821, Берлин — 4 августа 1870, Берлин) — немецкий художник-маринист французского происхождения.

## Биография
Шарль Оге родился в Берлине, в семье балетмейстера, потомка изгнанных из Франции гугенотов. 
Учился живописи у мариниста Вильгельма Августа Краузе (1803—1864). Затем, в возрасте восемнадцати лет отправился в Париж для дальнейшего обучения. В Париже учился у Эжена Изабе (1803—1886) и Эжена Сисери (1813—1890). В Париже Оге смог выставить свои ранние работы и добиться первых больших успехов. 
После нескольких путешествий по Англии, Голландии и Бельгии, Оге в 1848 году окончательно обосновался в Берлине. Он жил и работал там до своей смерти и, согласно его собственным записям, создал за это время в общей сложности 423 картины маслом; морские побережья Нормандии и Голландии, а также натюрморты принадлежали к его излюбленным сюжетам.
Оге регулярно выставлялся на академических художественных выставках и стал членом Берлинской академии художеств в 1869 году. Немецкий писатель и критик Теодор Фонтане так отозвался о творчестве художника по случаю Берлинской художественной выставки 1863 года: «Высокое искусство — это не его искусство. Но в тех жанрах, где мы не используем термин „большой“, он чувствует себя как дома: нормандские ветряные мельницы, кухарки и лодочники, стада коров и баранов, облака пыли, за которыми садится грозовое солнце, — всё то, что изображает жанровая живопись и пейзаж. Большой „маленький мир„ — это его мир».
Работы Оге можно найти в следующих музеях: Национальной галереи в Берлине, галереях в Лейпциге, Любеке, Вроцлаве, Гамбургском кунстхалле, музее города Кёнигсберг в Дуйсбурге,  в Национальном музее Щецина и в Государственной Третьяковской галерее в Москве.

## Галерея

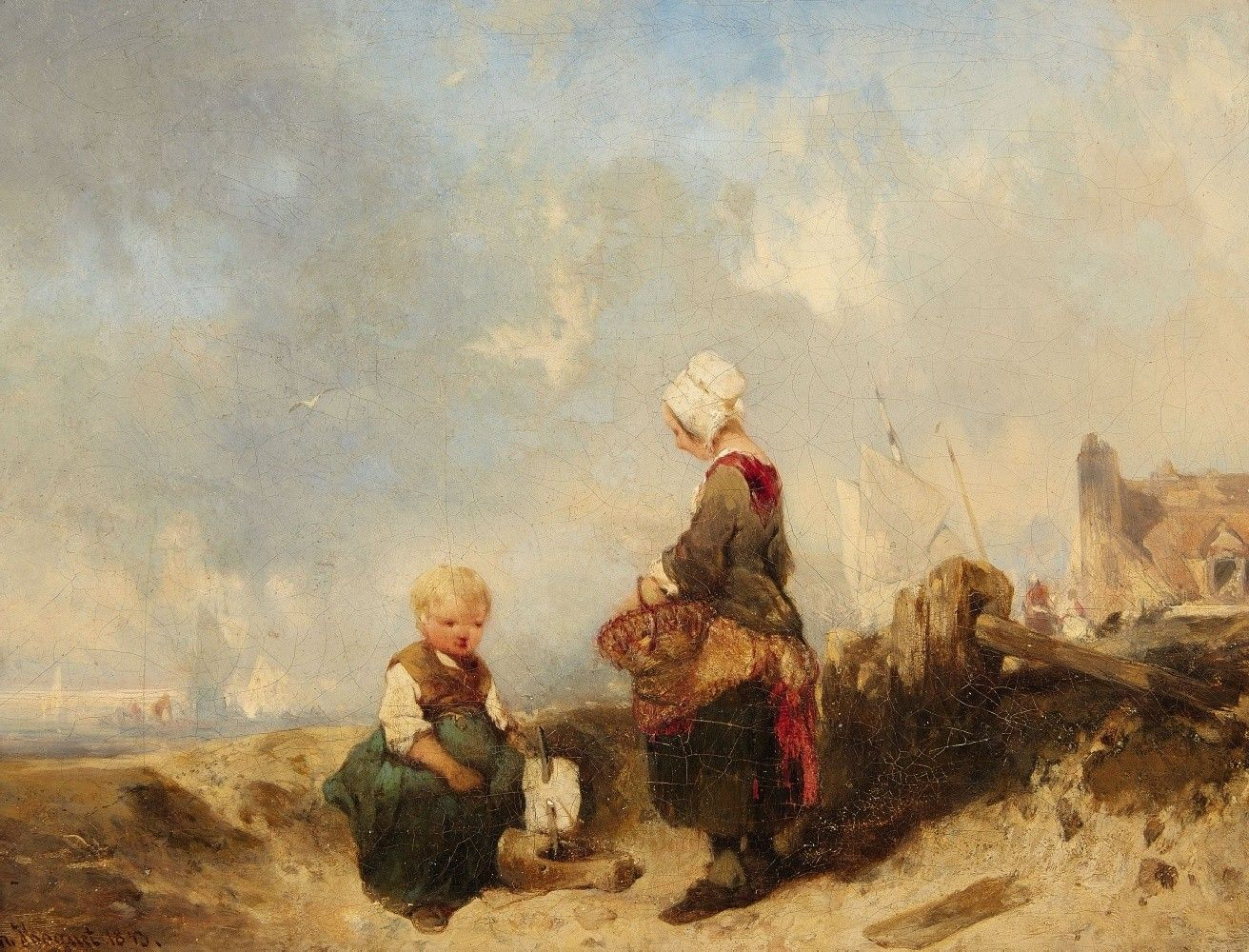
Вид на голландское побережье с играющим ребенком, 1843
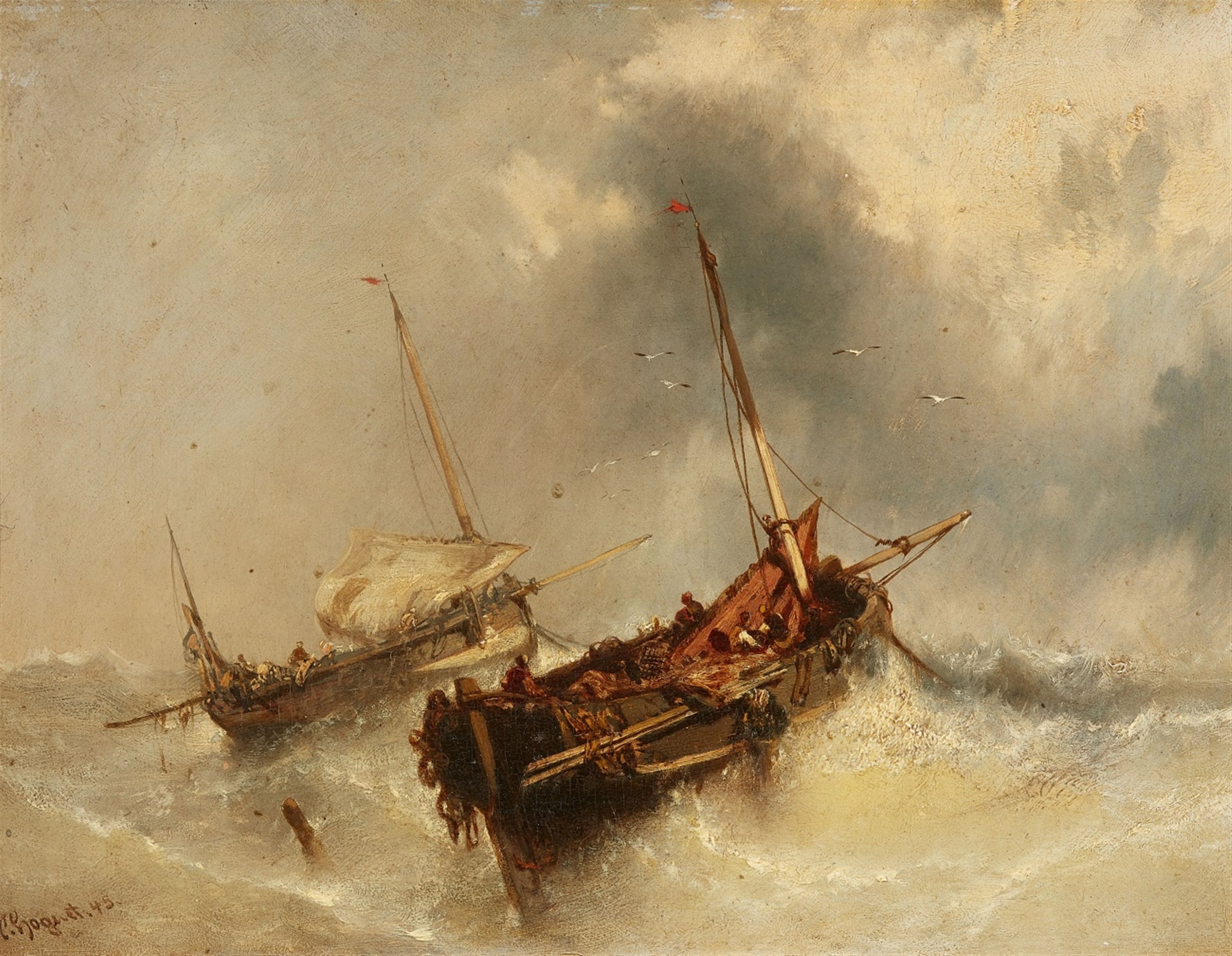
Две лодки в штормовом море, 1845
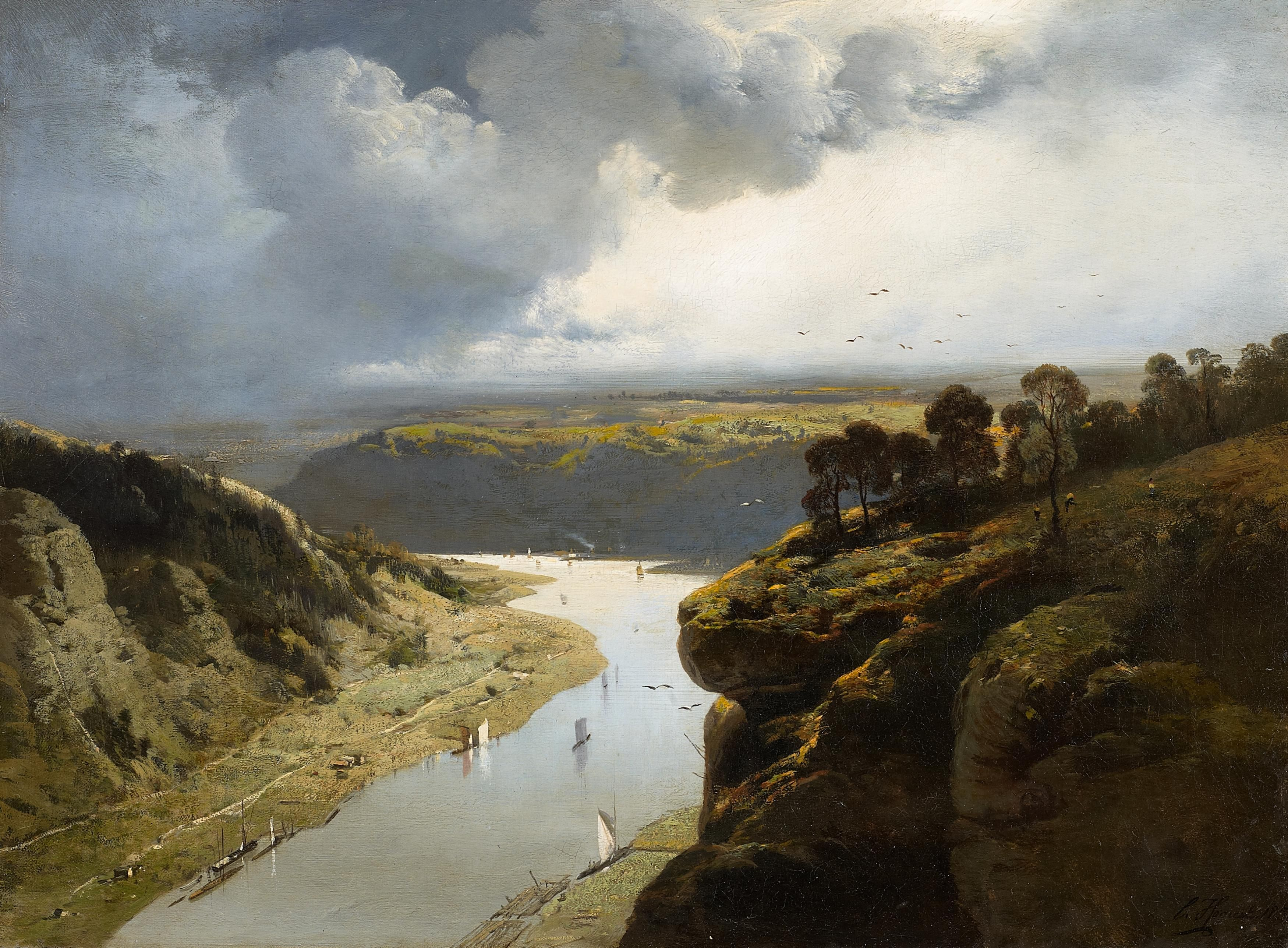
Вид на долину Роны, 1850
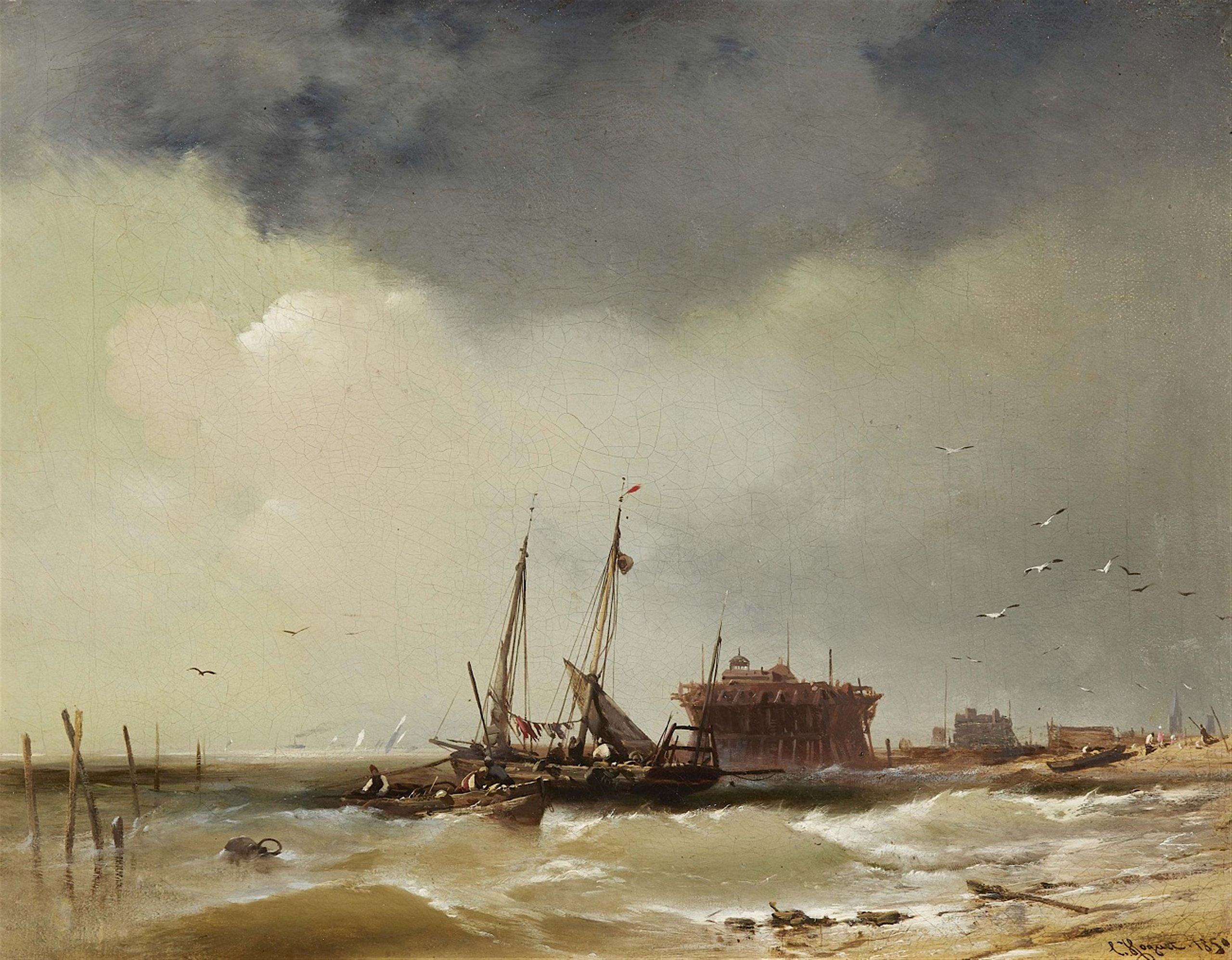
Рыбацкие лодки, приближающиеся к пляжу, 1850
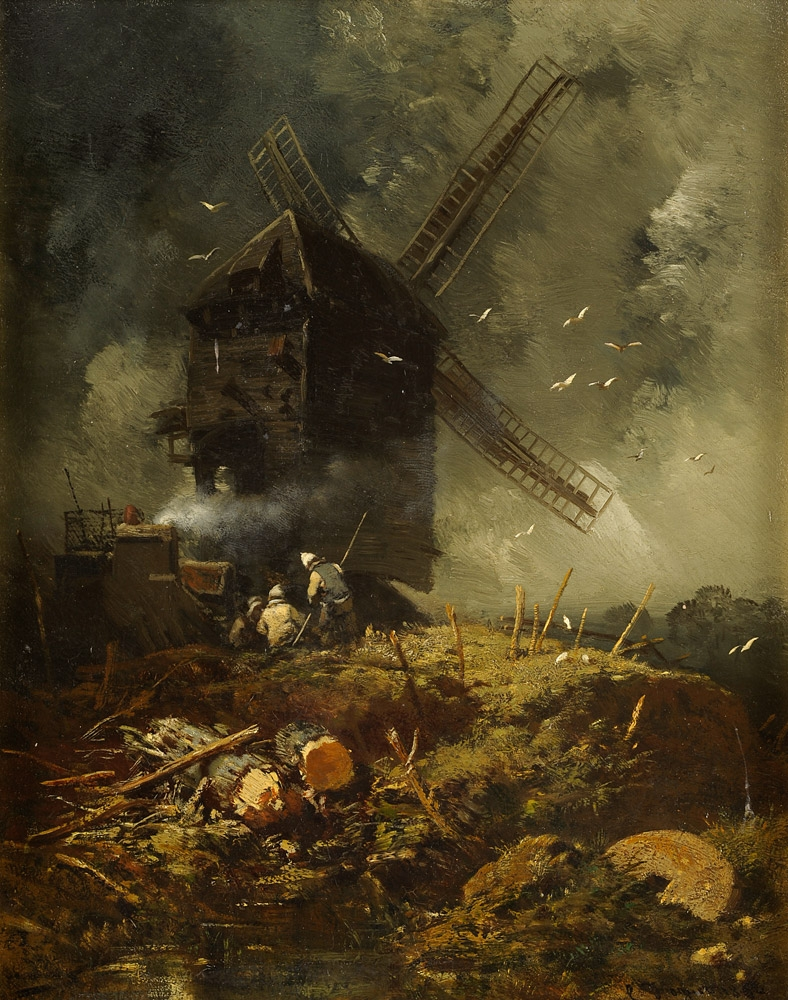
Ветряная мельница в штормовую погоду, 1852
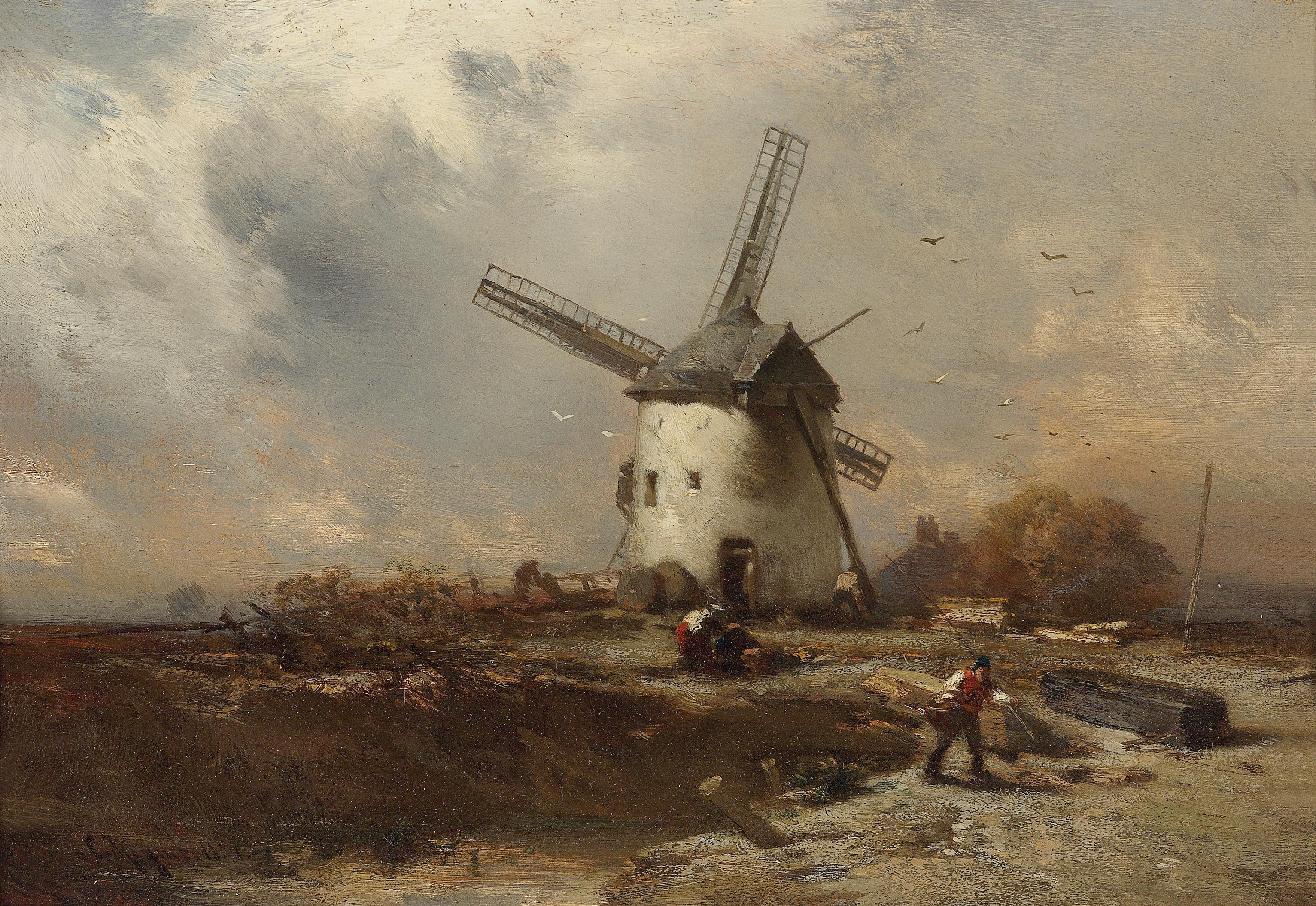
Пейзаж с ветряной мельницей и стаффажем, 1854
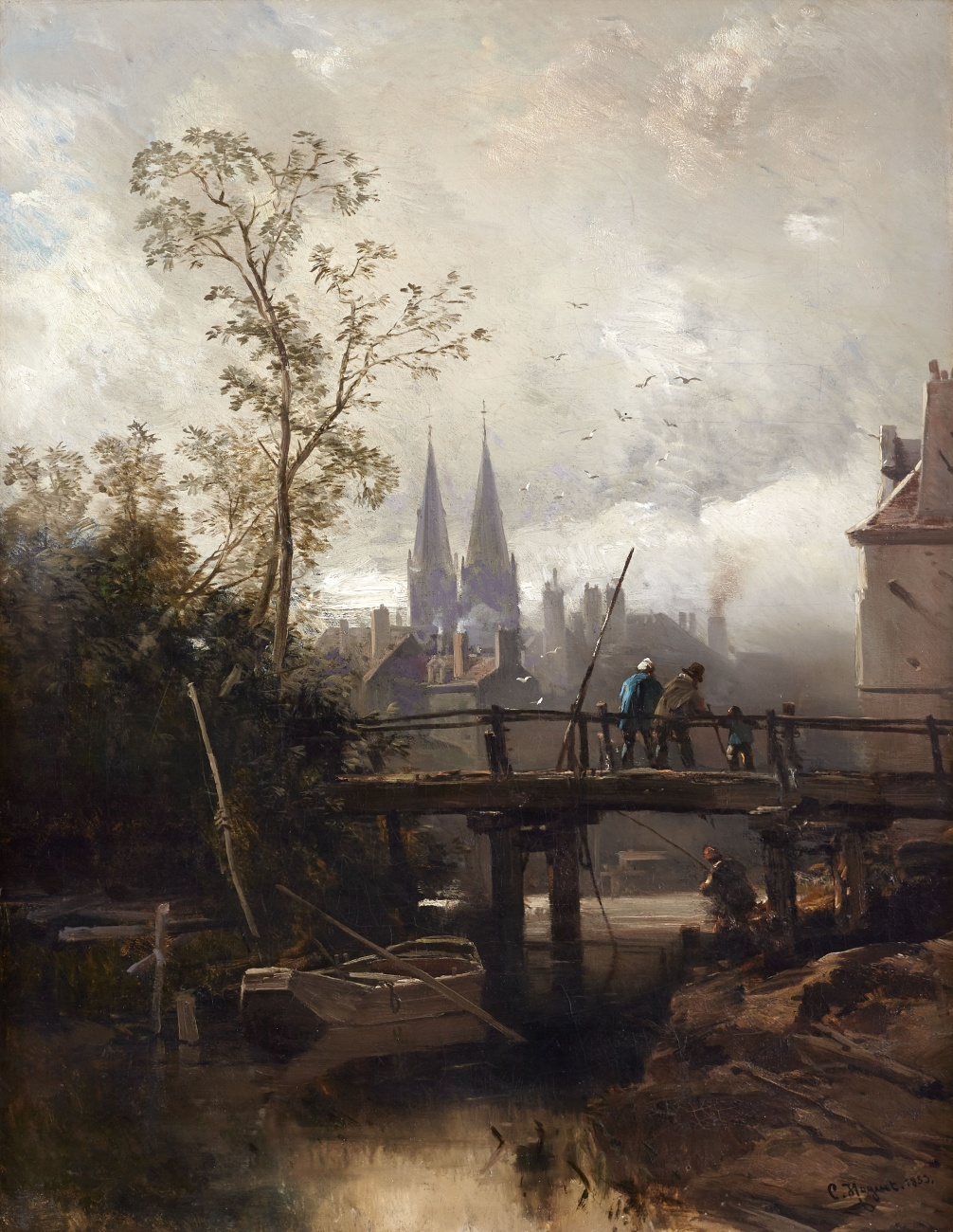
Вид на город, 1855
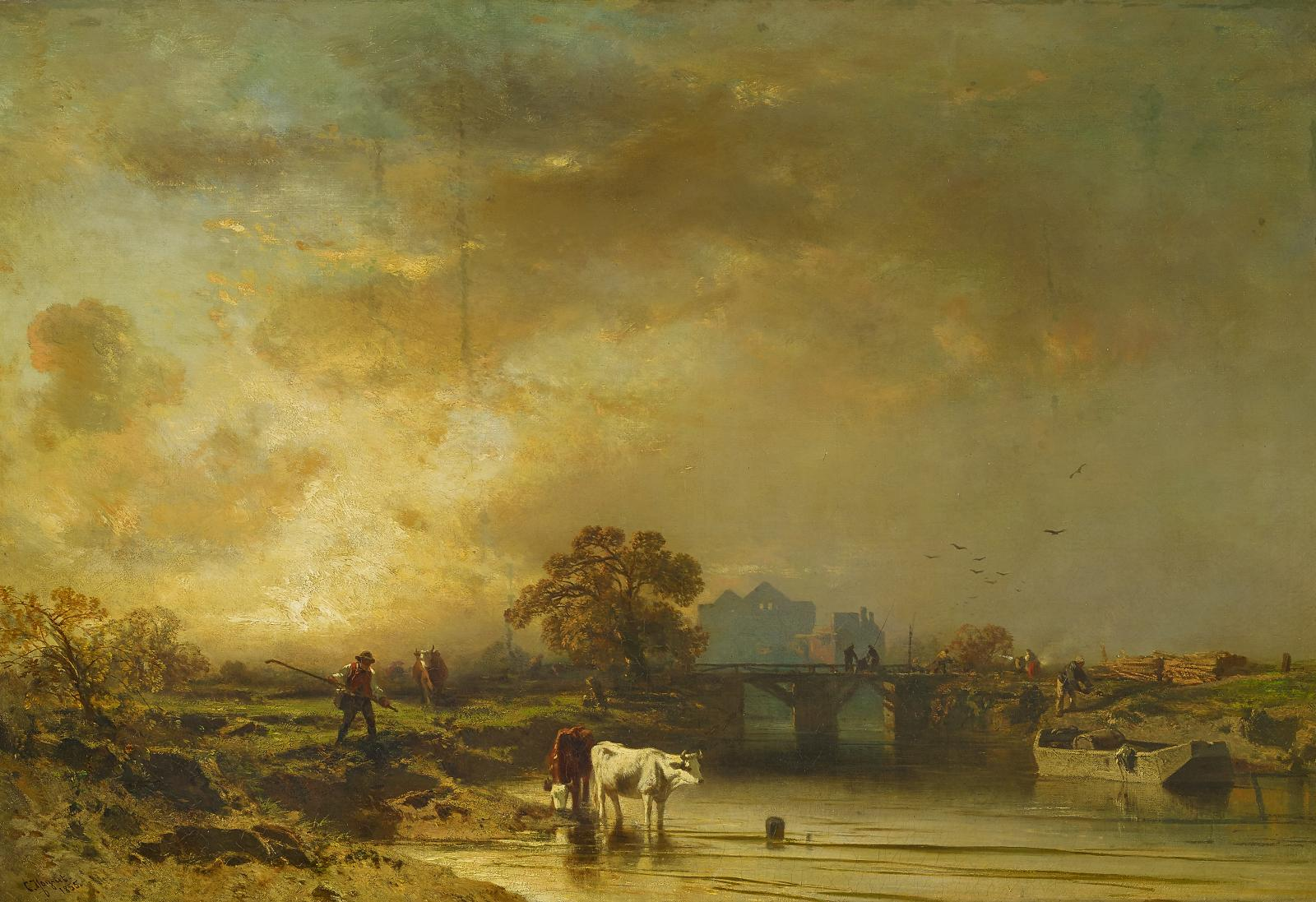
Вид на реку во Франции, 1855
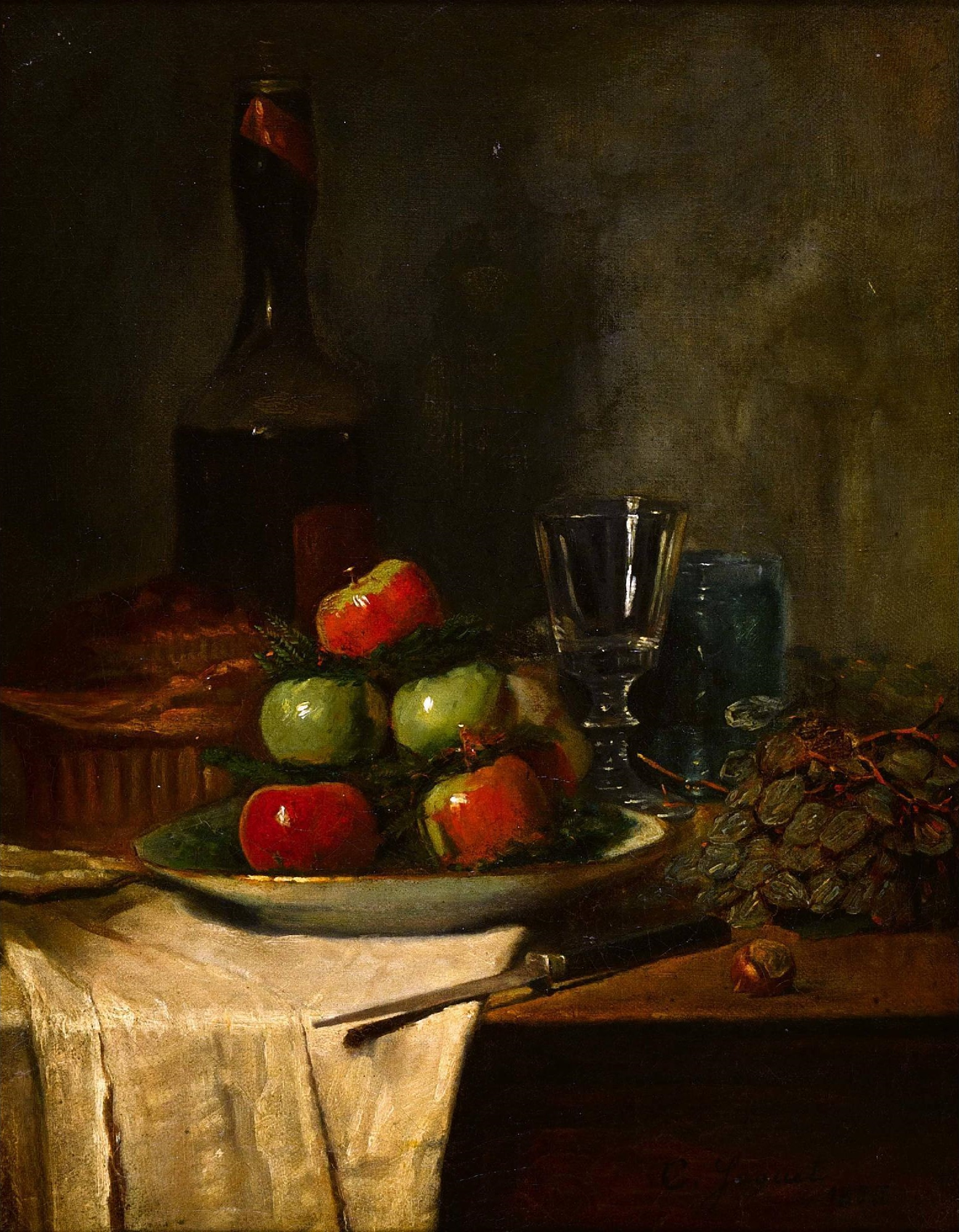
Натюрморт, 1855
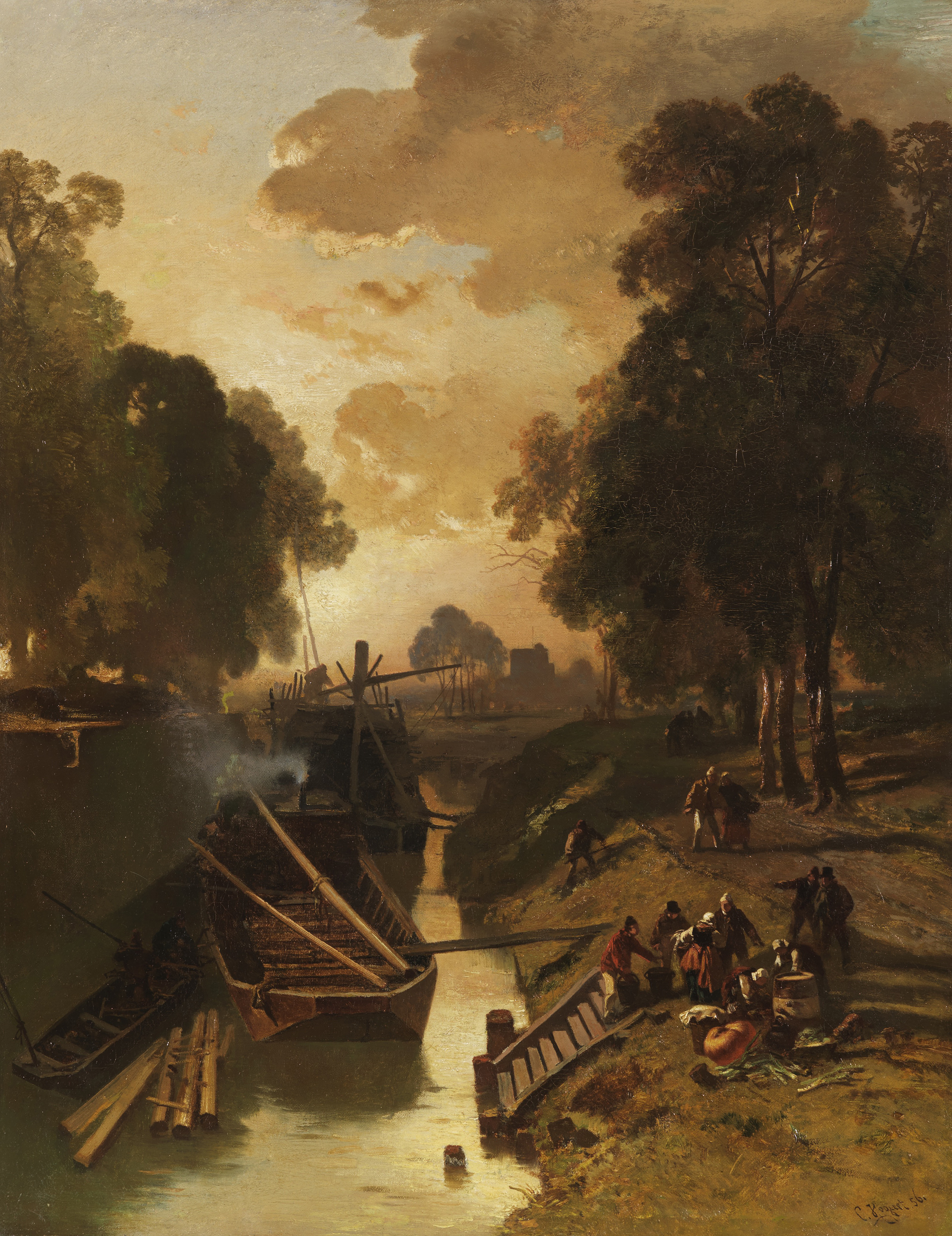
Разгрузка баржи, 1856
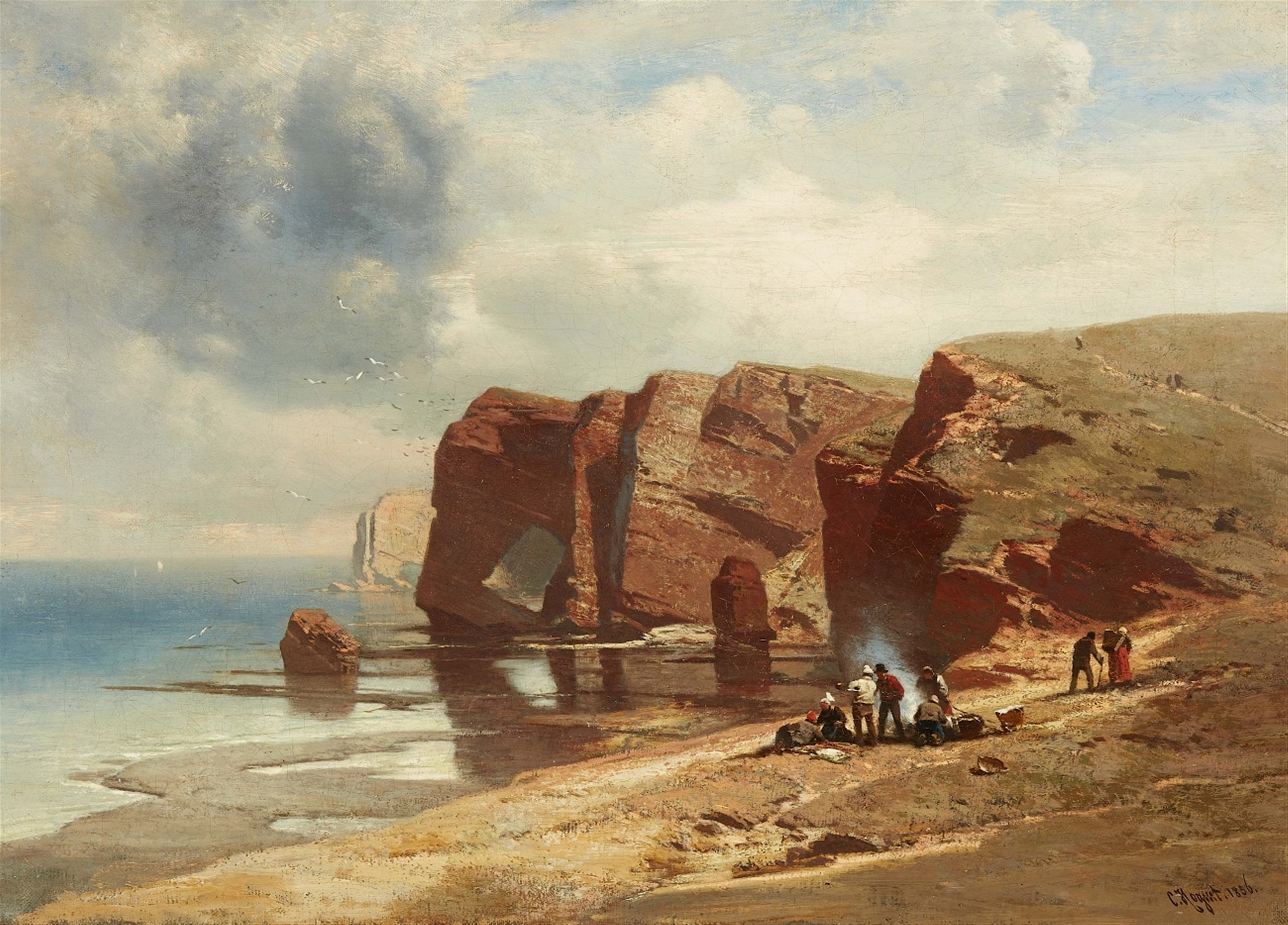
Крутой берег и пляж на острове Гельголанд, 1856
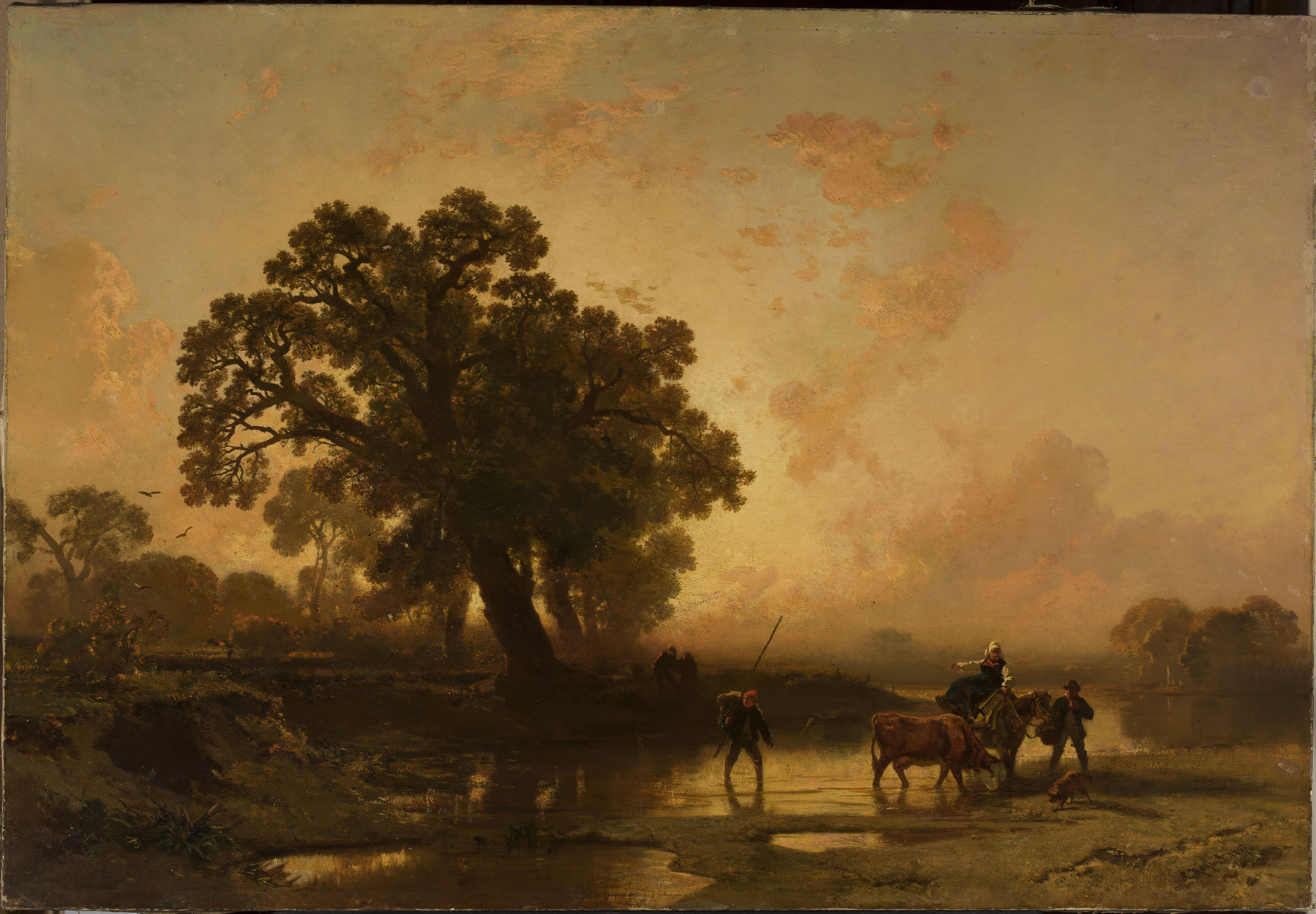
Берег реки на закате, 1857
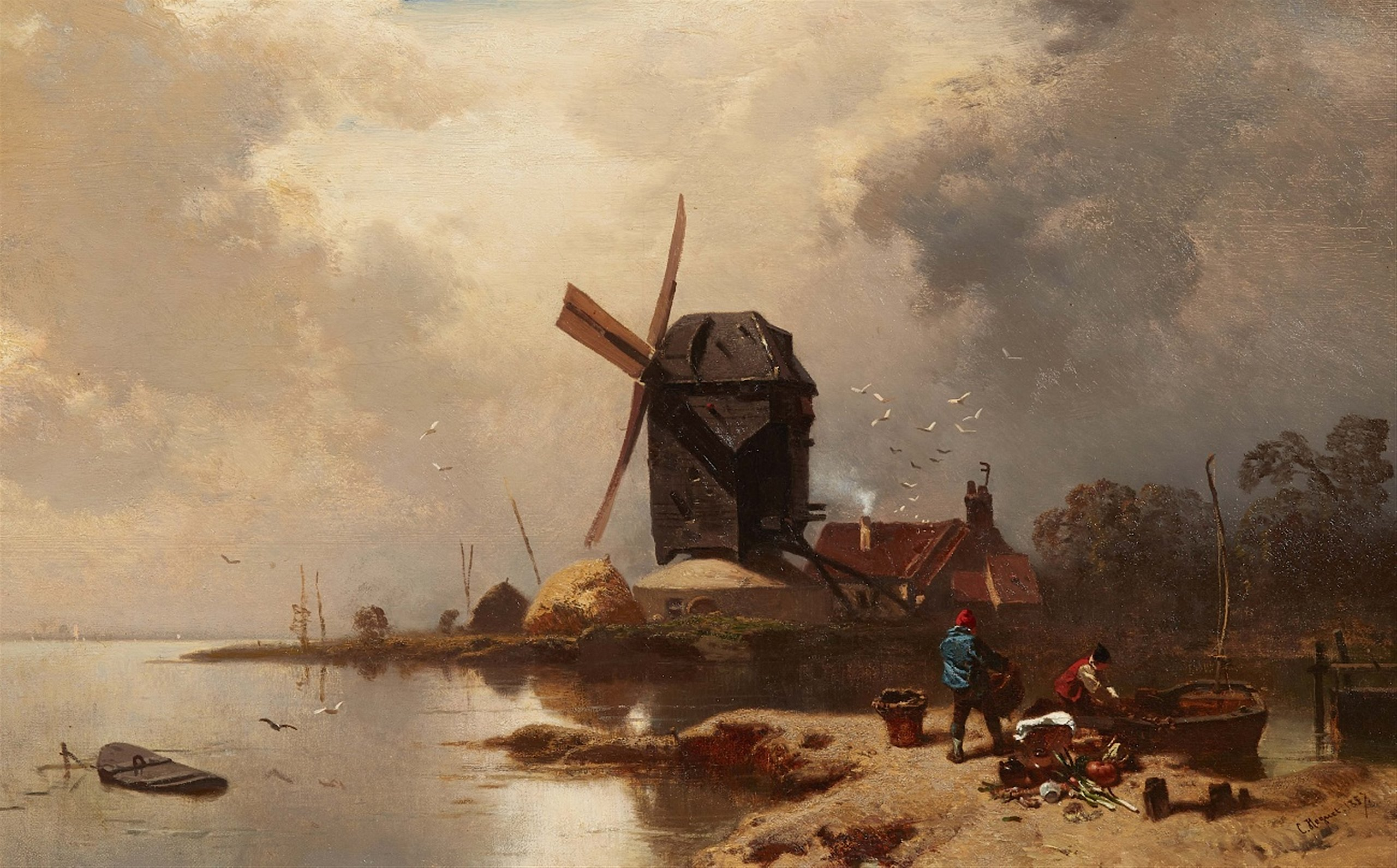
Ветряная мельница на берегу озера, 1857
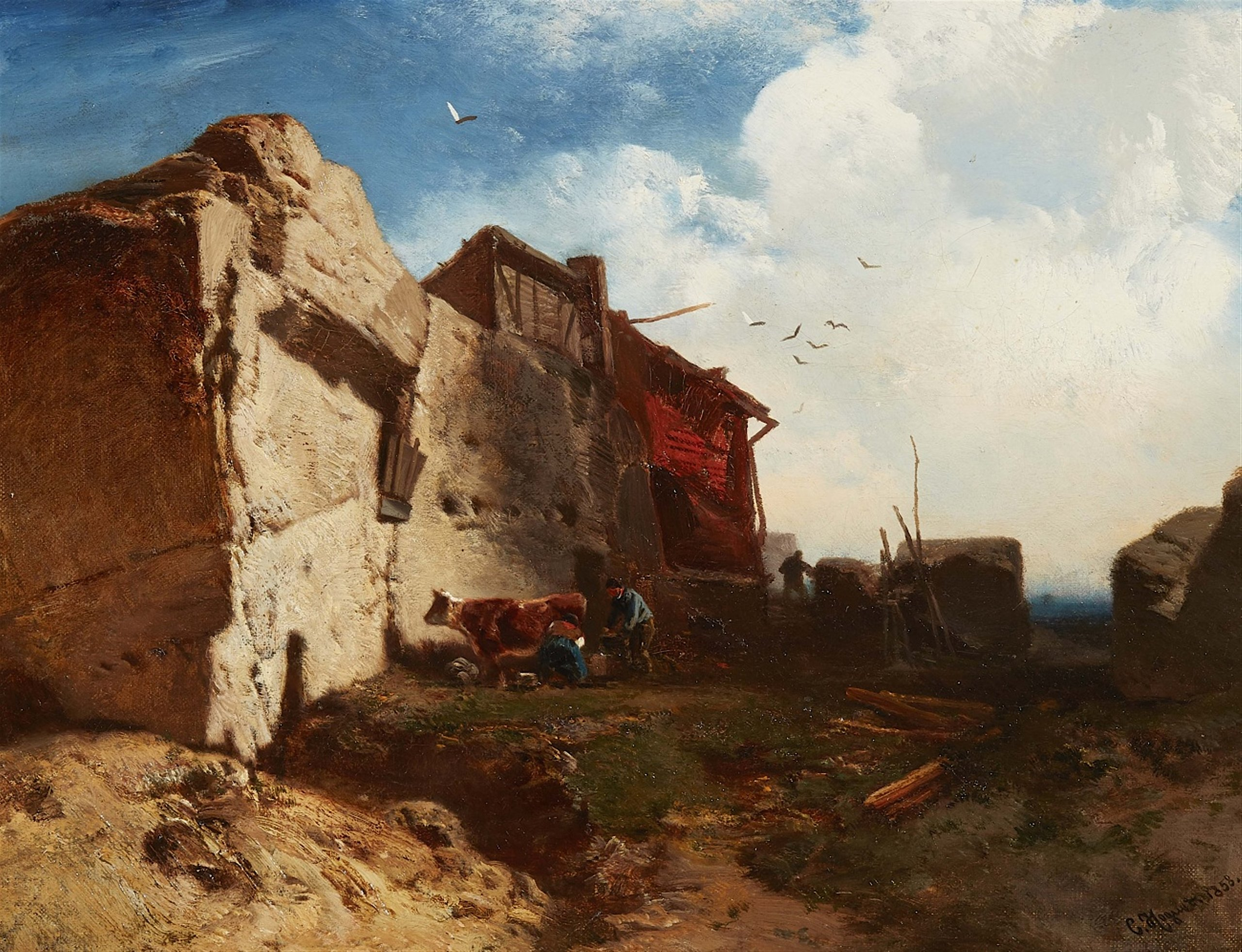
Ферма на скалистом побережье, 1858
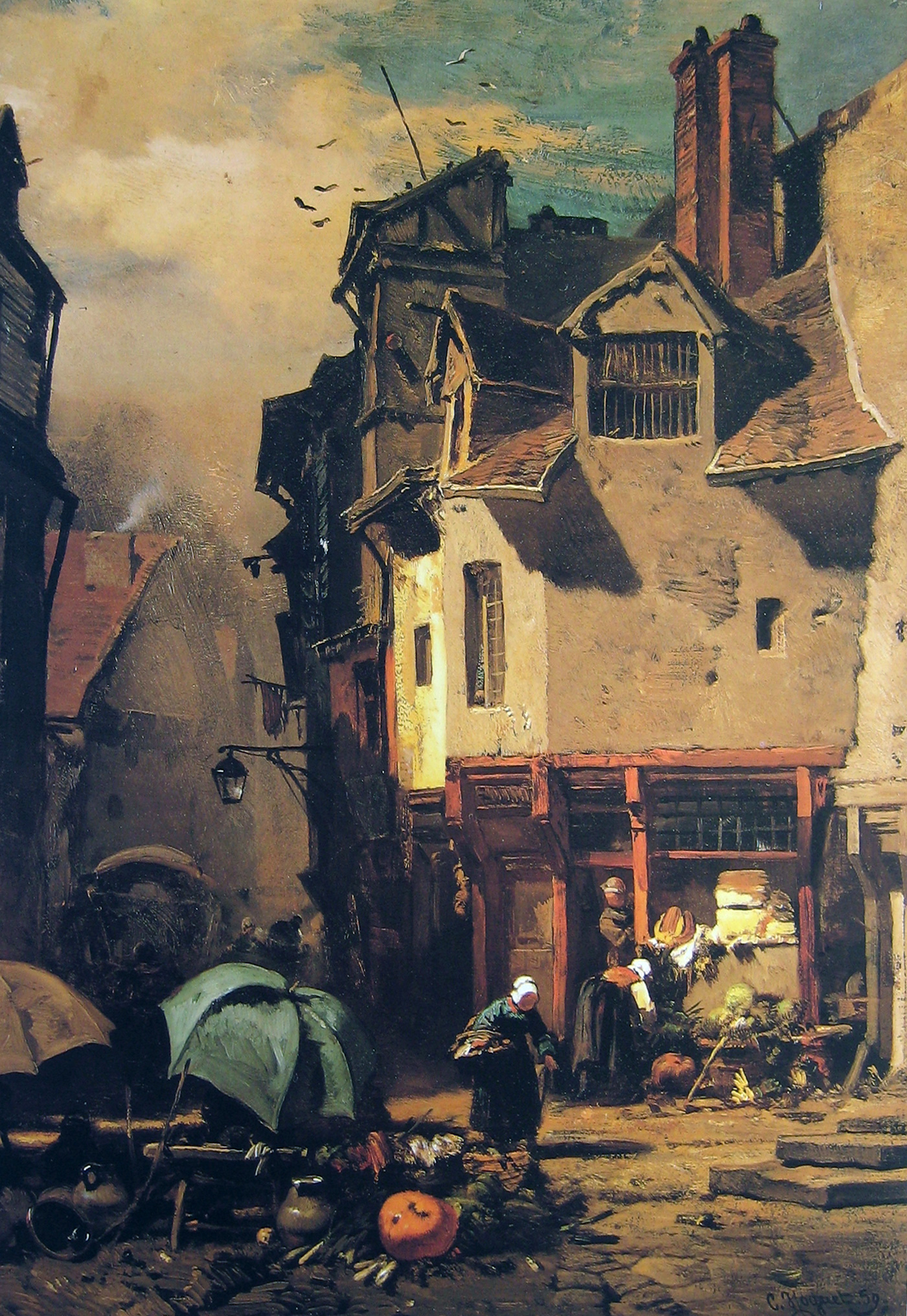
Рынок в Руане, 1859
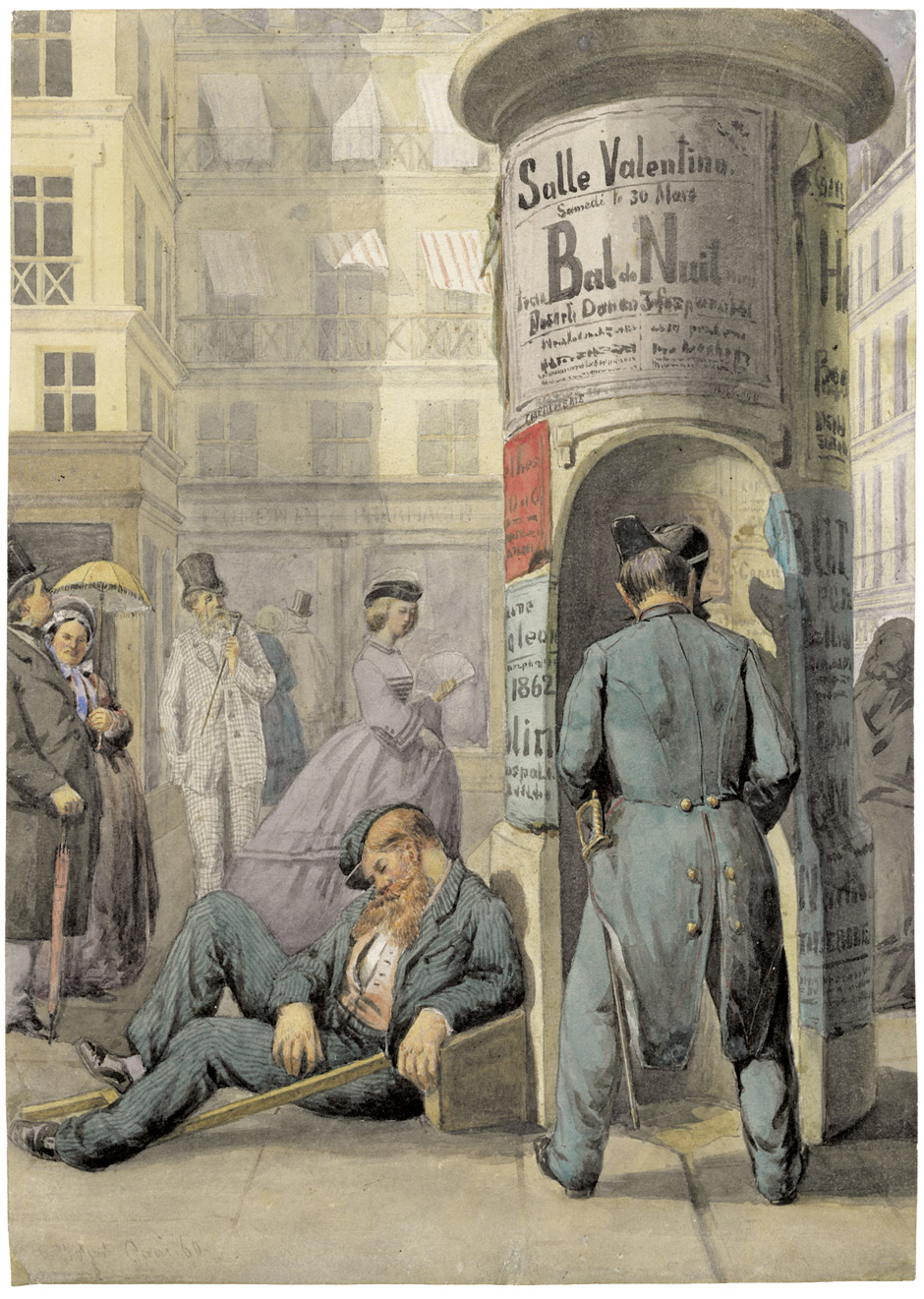
Уличная сцена Парижа с афишной тумбой, 1860
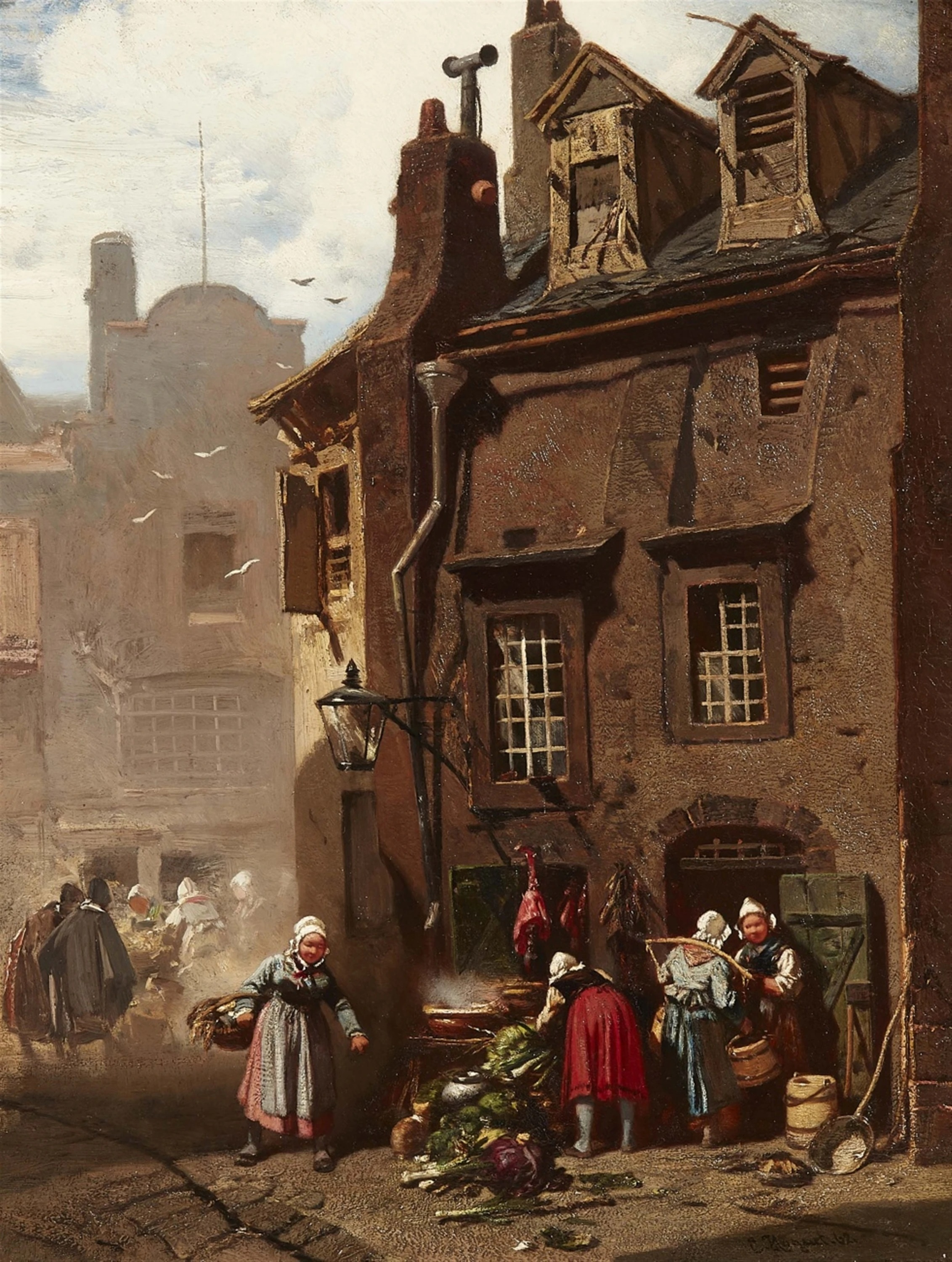
Ярмарочный день в средневековом городе, 1862
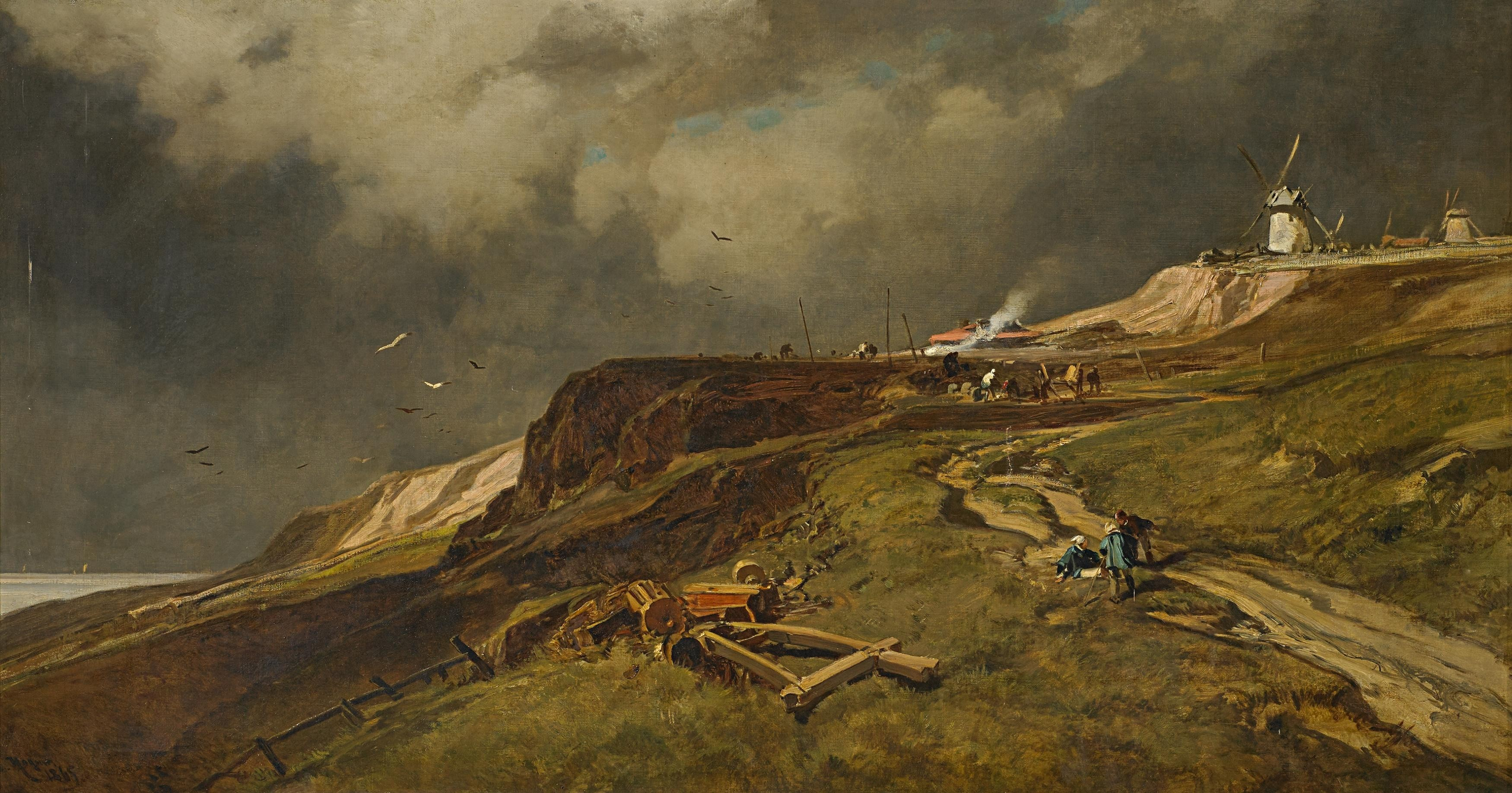
На нормандском побережье, 1865
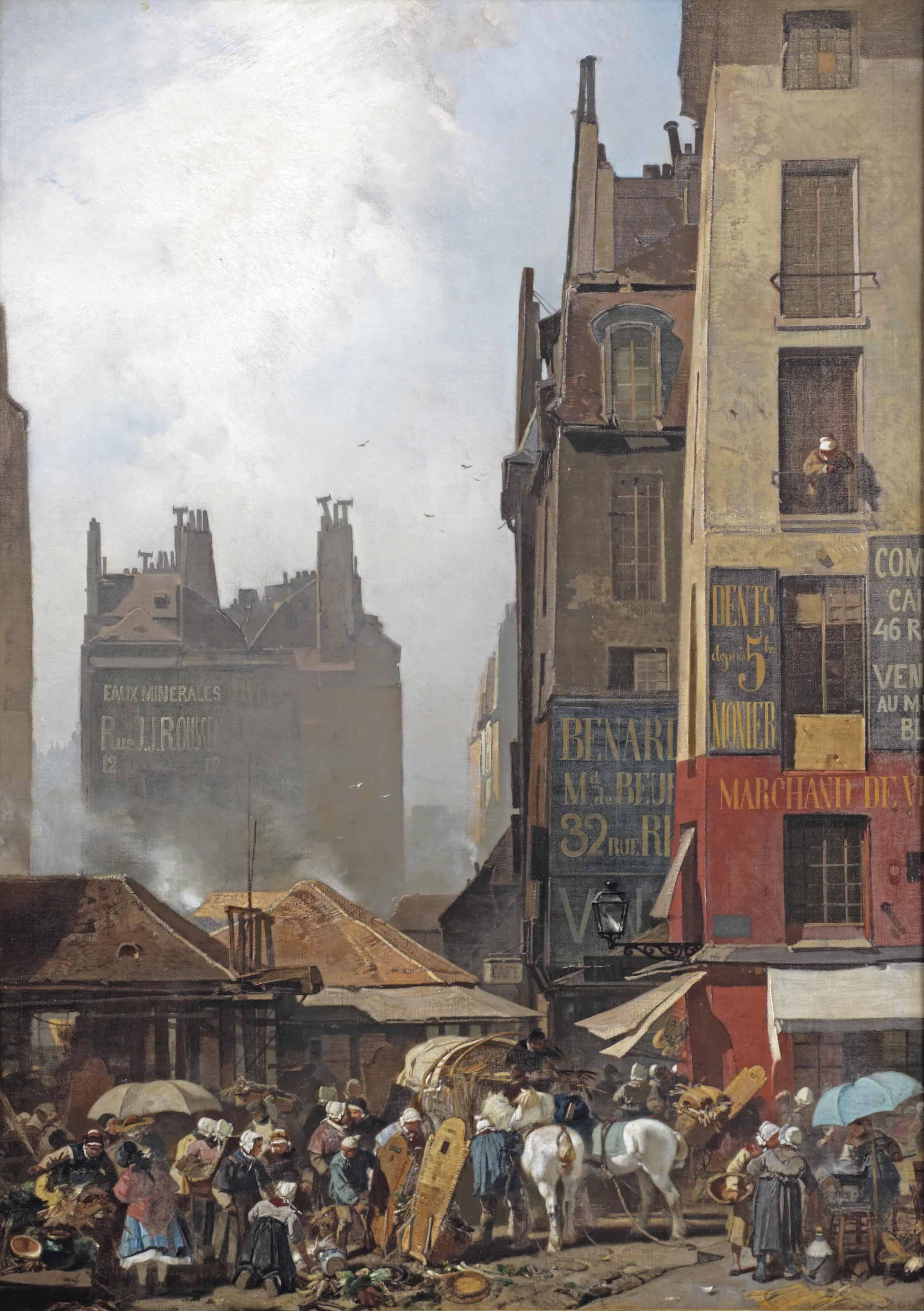
Шумный день на парижском рынке, 1865
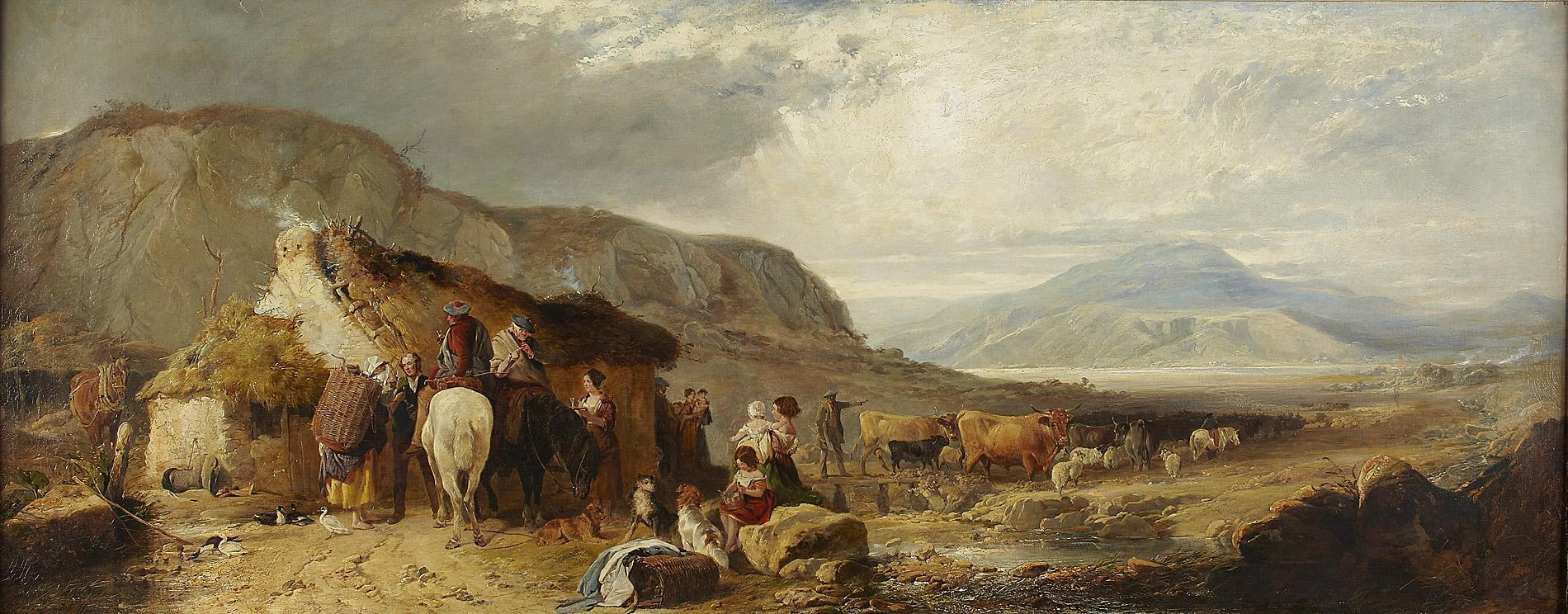
Горный пейзаж с людьми и домашними животными у хижины, до 1870
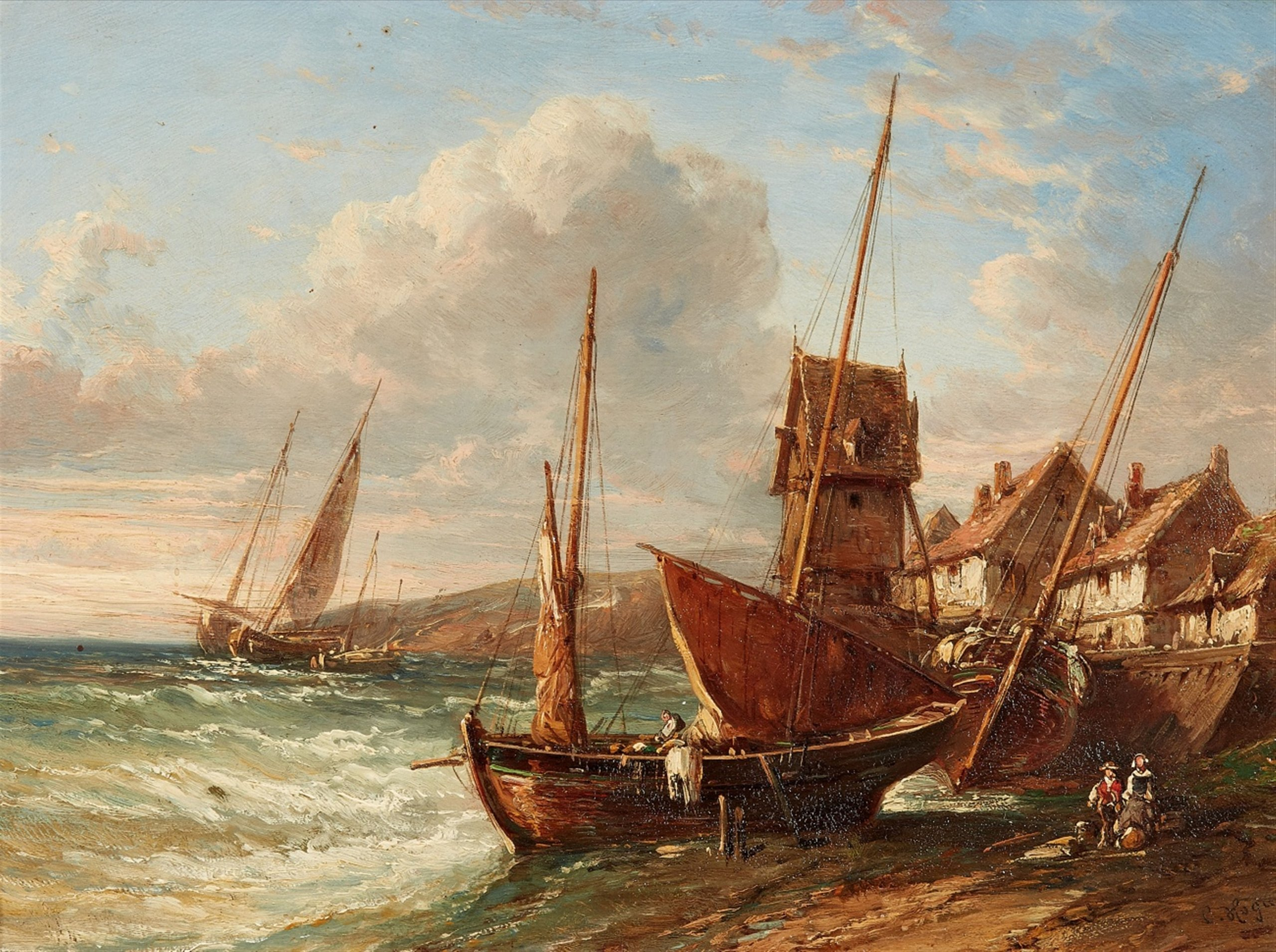
На бретонском побережье, до 1870
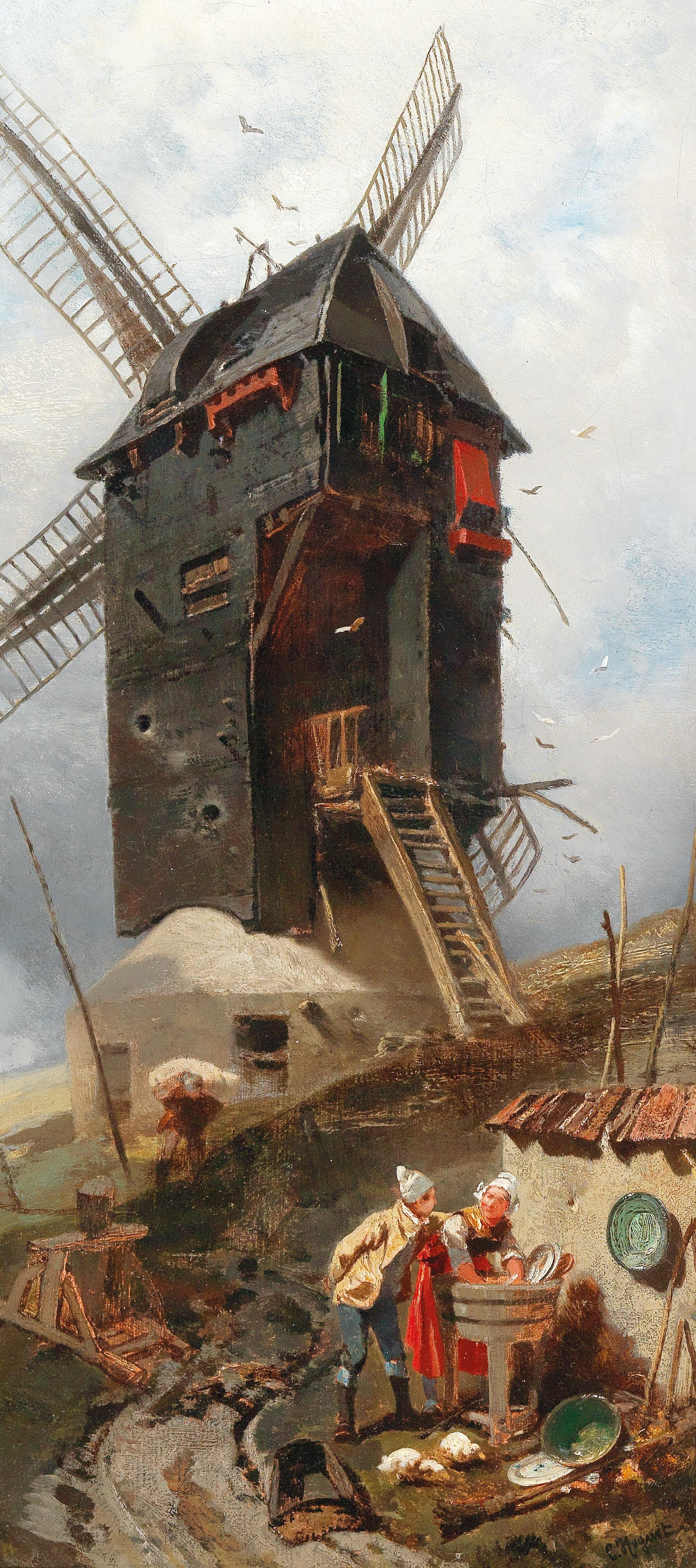
У ветряной мельницы, до 1870
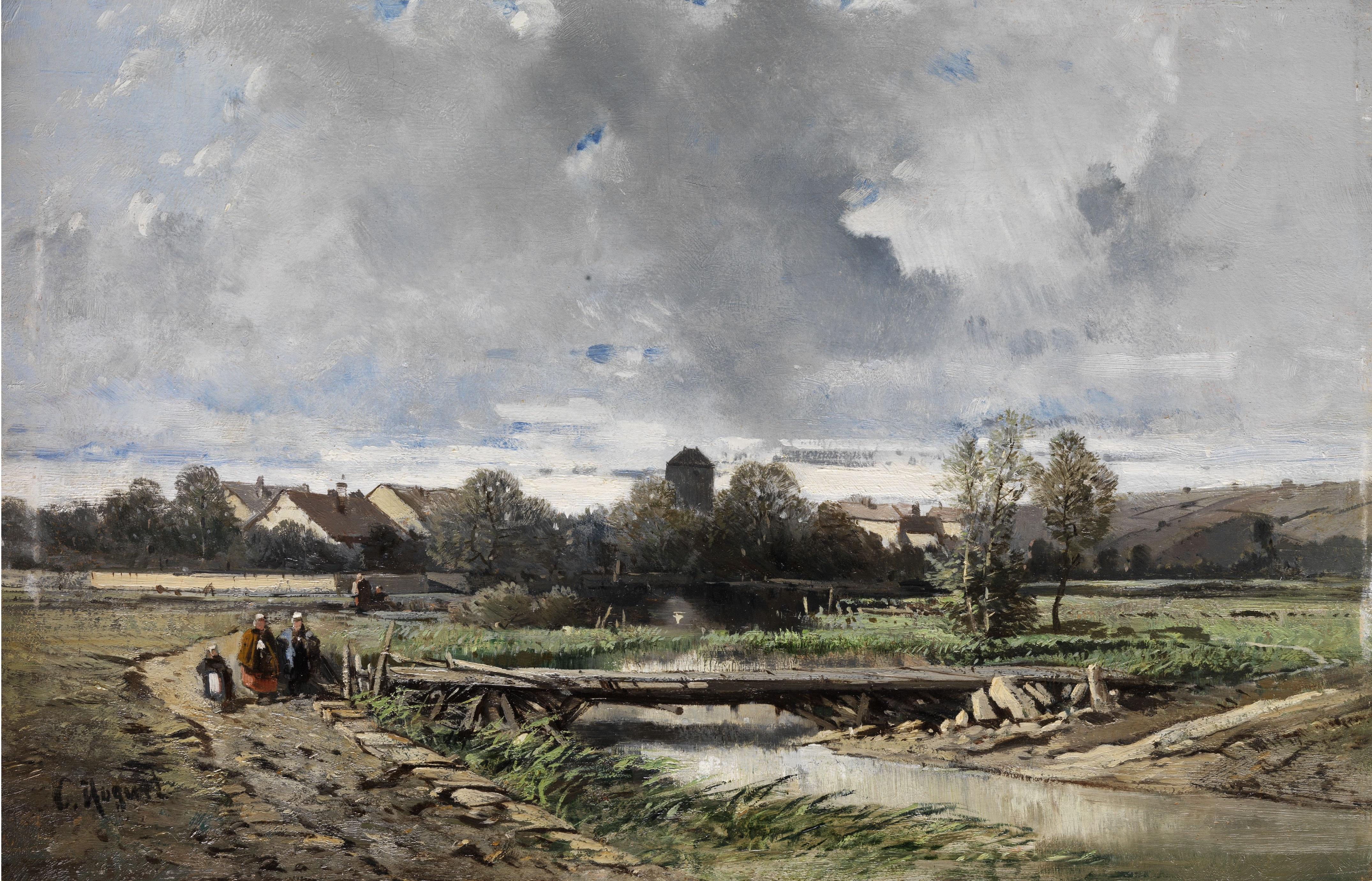
Деревушка в Нормандии, до 1870
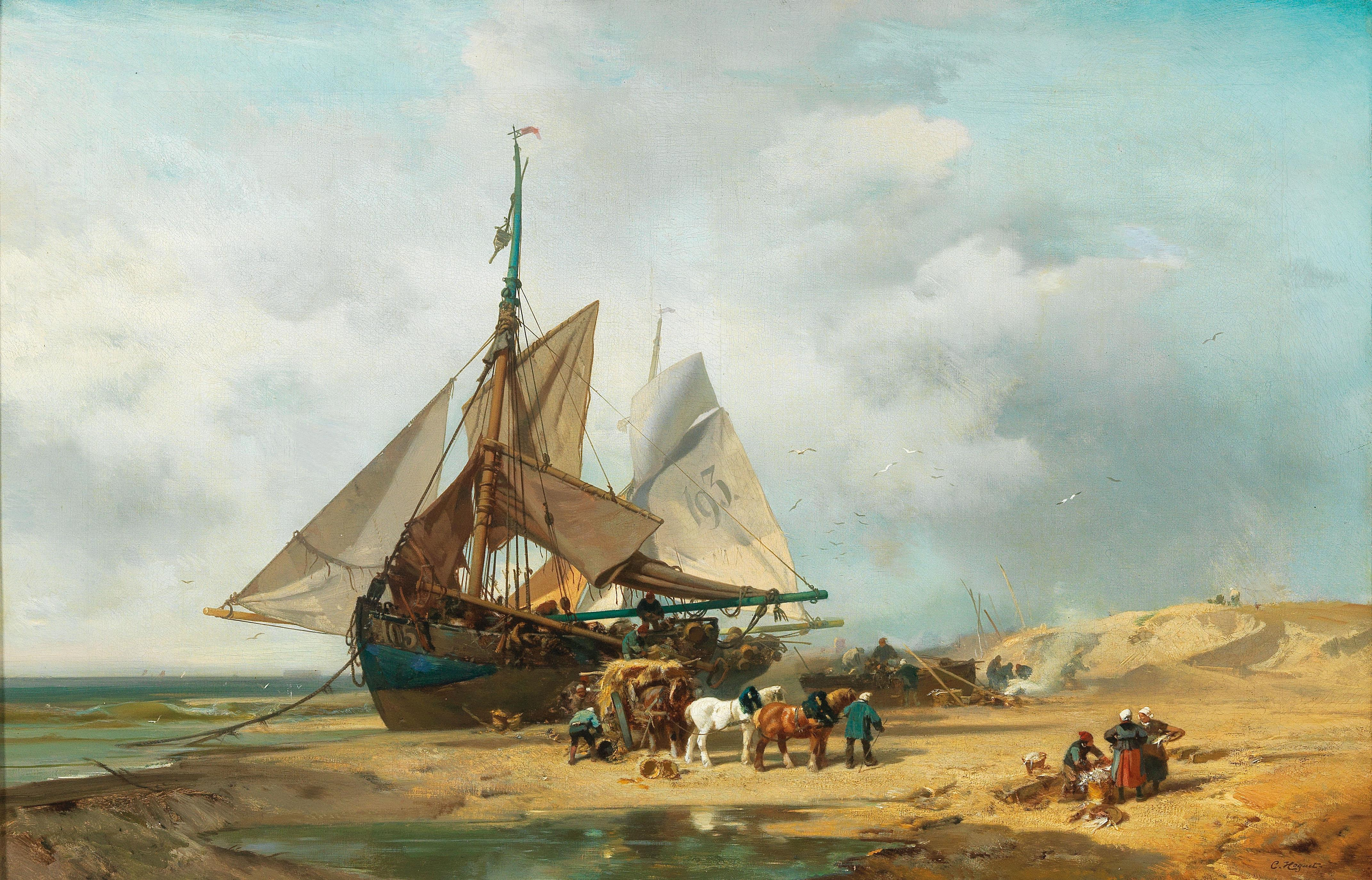
Разгрузка парусного судна, до 1870
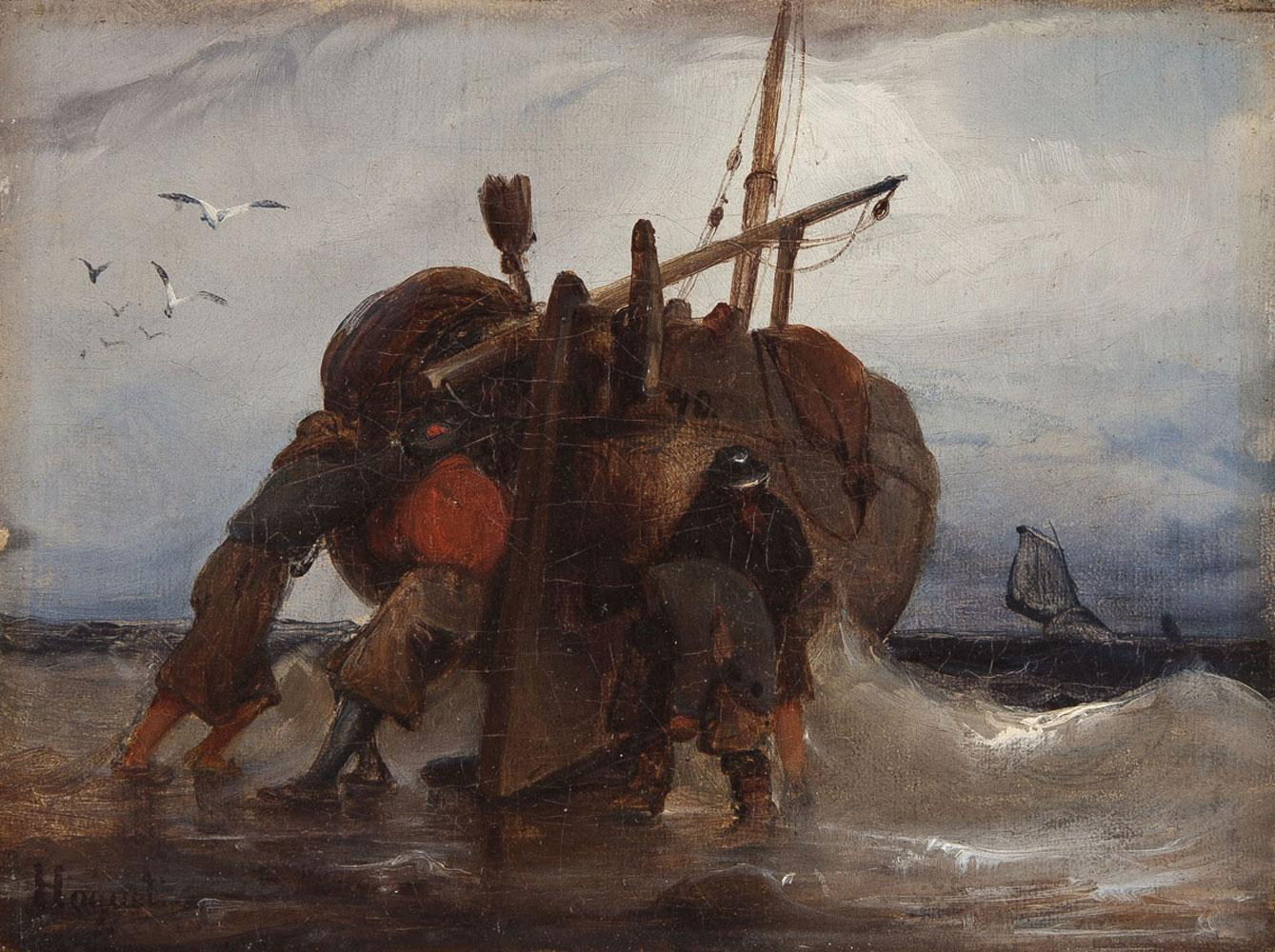
Рыбацкая лодка на берегу, до 1870
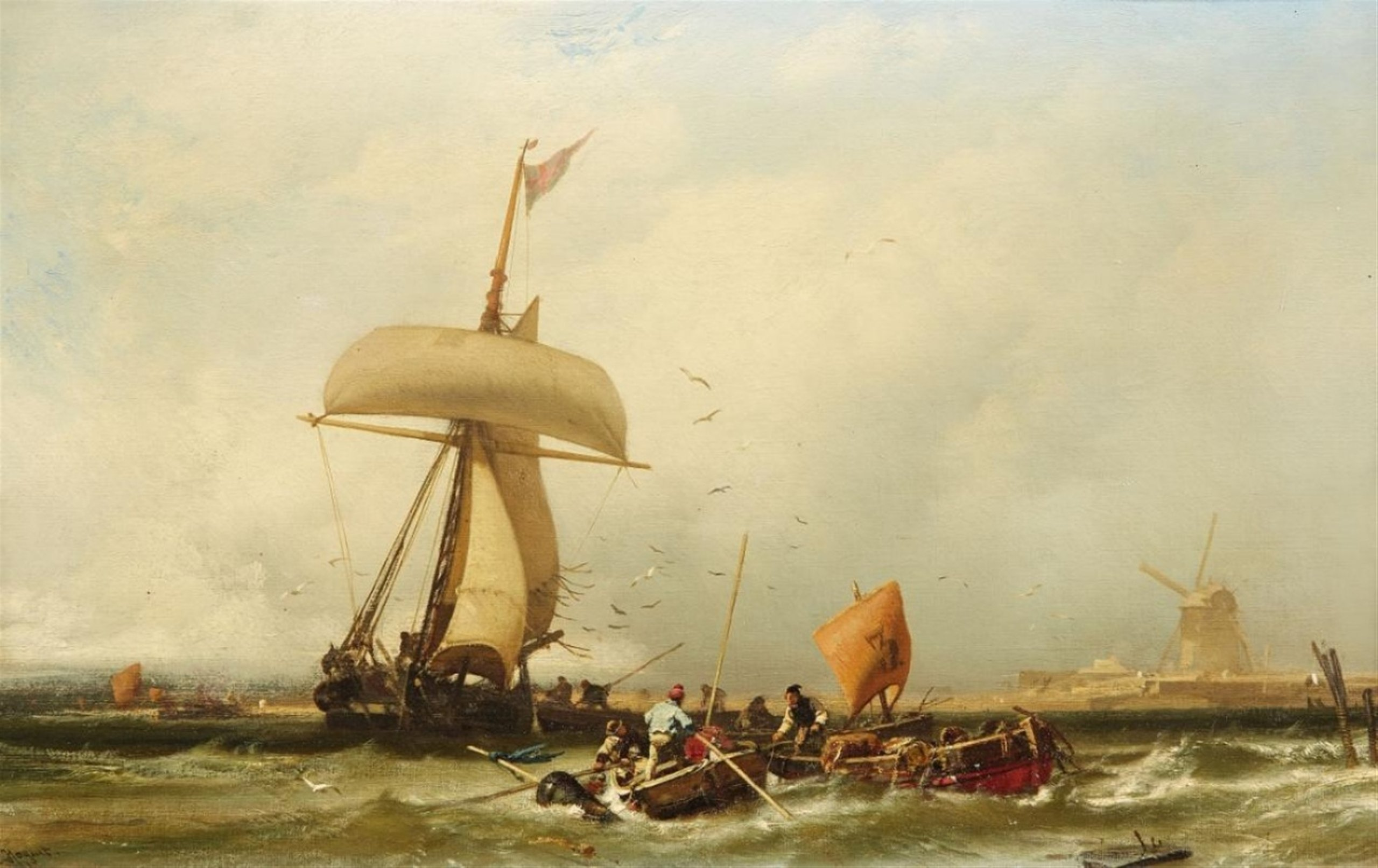
Вид на голландское побережье с парусником и лодками
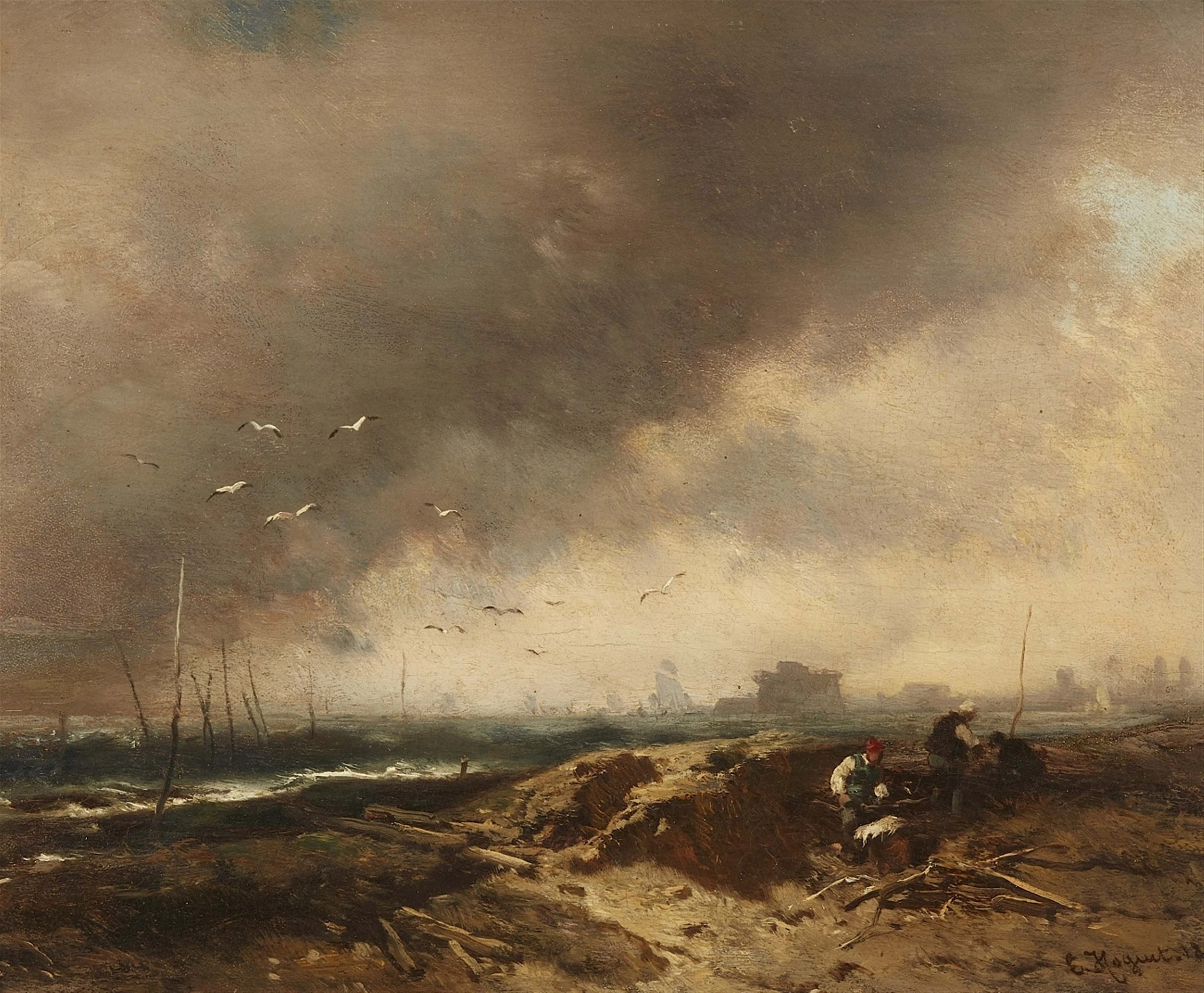
Сборщики хвороста, 1853
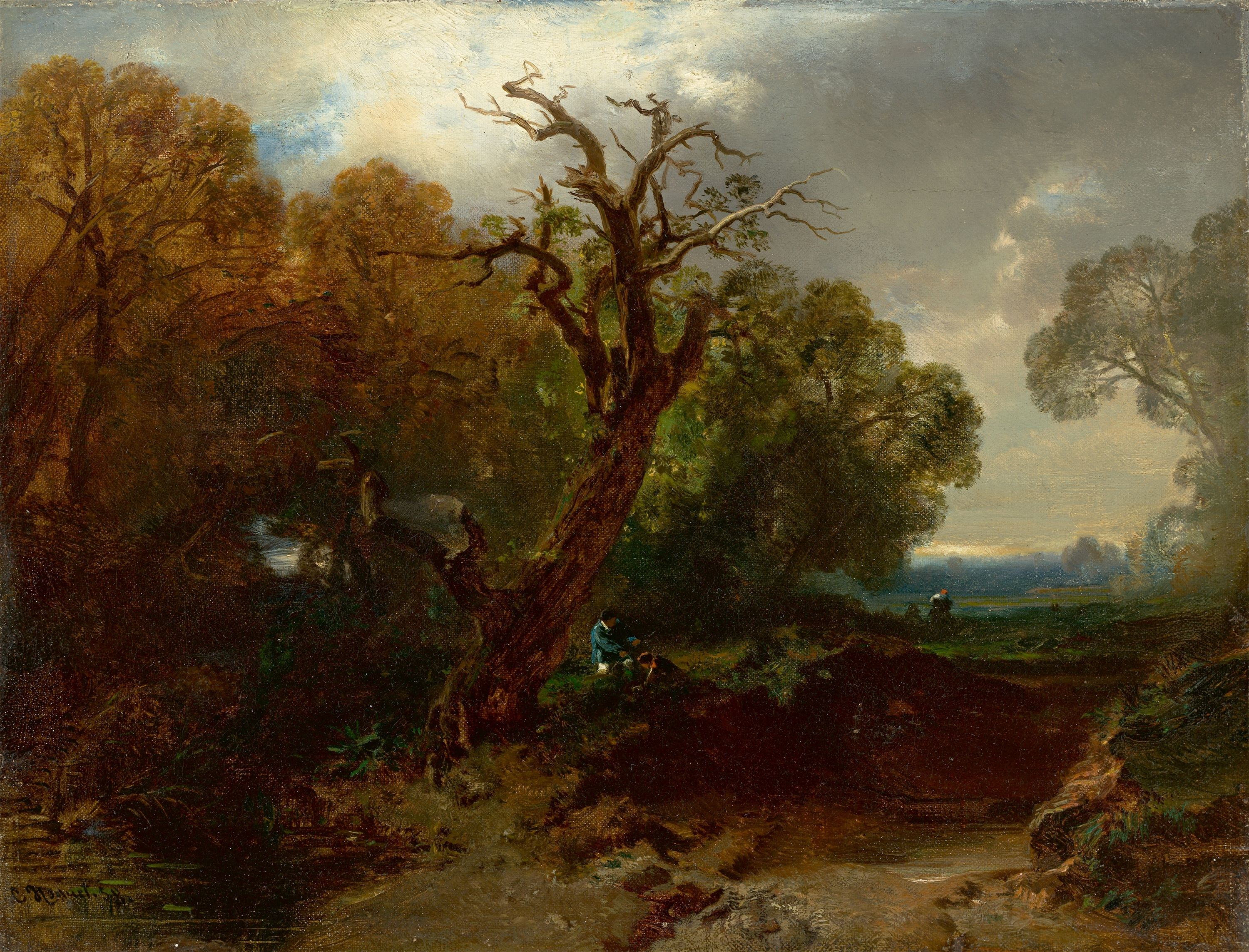
Отдых на опушке леса, 1858